# Санта Марија (Рим)
Санта Марија је насеље у Италији у округу Рим, региону Лацио.
Према процени из 2011. у насељу је живело 209 становника. Насеље се налази на надморској висини од 699 м.